# 법정 스릴러

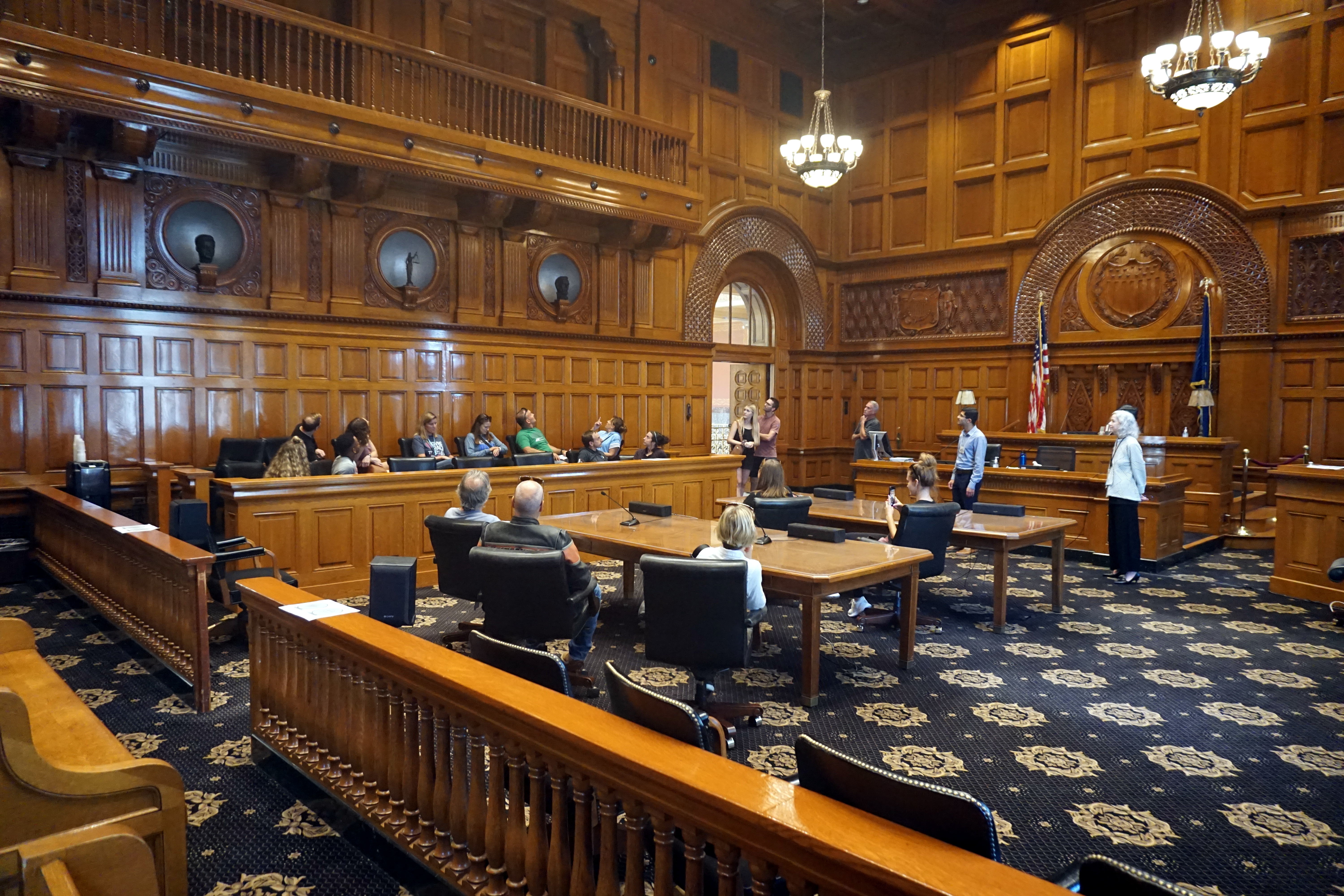
법정 스릴러는 종종 법정 재판을 중심으로 한다

법정 스릴러(legal thriller) 장르는 범죄물 장르의 일종으로, 수사 진행에 초점을 맞추며 특히 재판정 절차와 등장인물들의 삶에 미치는 영향을 다룬다.
이 장르는 16세기에 당시 진행되던 법정 사건들을 바탕으로 한 단편 소설과 장편 소설이 출판되면서 시작되었다. 이 소설들 중 일부는 1950년대에 초기 텔레비전 시리즈와 영화 작품으로 각색되기도 했다.
의혹의 스콧 터로와 앵무새 죽이기의 하퍼 리를 포함한 많은 법률 전문가들이 자신들의 관련 경험을 제공하며 이 장르의 주요 작가층을 이룬다.
법정 스릴러 장르의 법정 절차와 법률 작가는 어디에나 있는 특징이다. 이 장르에서는 변호사가 법률 전문가로서 최고의 영웅으로 등장한다. 그들의 법정에서의 행동은 부당함에 맞서 무죄를 입증함으로써 등장인물의 삶의 질에 영향을 미친다.
법률 언어는 법정 스릴러의 또 다른 특징으로, 실제 변호사 용어, 법정, 경찰 절차 등을 등장인물들 사이에서 사용한다. 텔레비전 쇼 슈츠와 범죄의 재구성 (드라마)는 실제 법정 시나리오와 유사한 법적 절차를 기반으로 한 에피소드로 특징지어지는 법정 스릴러를 구현한다.
앵무새 죽이기, 범죄의 재구성 (드라마), 마셜과 같은 소설, 영화, 텔레비전 시리즈는 퓰리처상과 NAACP 이미지 어워드와 같은 상에 후보로 올랐는데, 이는 인종 차별, 성 불평등, 사형과 같은 논란이 많은 주제에 대한 인식을 높였기 때문이다. 법정 스릴러 장르는 현대 사회의 주제를 수용하면서도 원본 법정 스릴러의 일반적인 줄거리와 행동을 보존하도록 확장되었다.

## 책

### 초기 작가와 소설
법정 스릴러의 가장 초기 서면 버전은 1550년대 중반으로 거슬러 올라가는 연극과 신문에 인쇄된 이야기 형태로 나타났다. 1850년대에 법정 스릴러를 장르로 탄생시킨 최초의 작가 중 한 명은 윌키 콜린스였다. 콜린스는 이 장르에 관심을 가졌던 찰스 디킨스라는 다른 작가로부터 배웠다. 콜린스가 처음 낸 책 중에는 《하얀 옷의 여인》과 《문스톤》이 있는데, 이는 탐정이 범죄를 수사하고 용의자의 무죄를 밝히며 서스펜스적인 줄거리를 만들어내는 법정 스릴러의 줄거리를 여러 등장인물의 증언을 통해 보여준 최초의 소설 중 하나였다. 20세기에는 법정 소설 분야에서 가장 인기 있는 작가 중 한 명으로 멜빌 데이비슨 포스트가 떠올랐다. 그의 줄거리 스타일은 극도로 빠르게 전개되면서도 따라가기 쉬웠는데, 이는 그가 변호사에게 자신의 사건을 변호하기 위해 극단적인 조치를 취하라고 조언하는 침착하고 냉정하며 지적인 변호사를 보여주는 소설 《코퍼스 델릭티》에서 볼 수 있다.

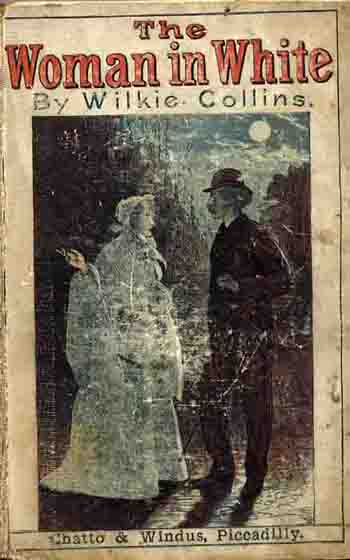
윌키 콜린스(Wilkie Collins)가 쓴 소설 《하얀 옷의 여인》 표지

1930년대-1940년대에 작가이자 현직 변호사였던 얼 스탠리 가드너는 이전 소설들과 동일한 법정 스릴러의 진행 방식을 담은 일련의 소설들을 썼다. 1933년, 그는 가상의 변호사인 페리 메이슨을 주인공으로 한 《벨벳 발톱 사건》을 썼는데, 메이슨은 유죄로 판명된 의뢰인의 무죄를 증명하기 위한 여정을 시작하지만, 결국 범인이 처음부터 증인 중 한 명이었다는 것을 알게 된다.
1958년, 작가이자 전 미국 판사였던 존 D. 볼커는 《살인의 해부》를 썼다. 이 소설은 자신의 아내를 보호하기 위해 사람을 살해한 혐의로 기소된 남자를 변호하는 폴 비글러라는 변호사를 주인공으로 한다. 이 작품은 철저한 조사와 증거 사용을 통해 진실을 찾아내고 비호감적인 인물을 변호하는 점에서 가장 현실적인 법정 스릴러 중 하나로 알려졌다.

### 오늘날의 법정 스릴러 소설
현대 법정 스릴러의 줄거리는 초기 법정 스릴러 소설과 유사한 전형적인 요소를 따른다. 즉, 주인공(대개 변호사)이 영웅으로 묘사되고 법정은 클라이맥스의 배경으로 설정된다.
굿리즈(GoodReads)의 "최고의 법정 스릴러" 상위 5위에는 존 그리샴의 A Time to Kill, 로빈 워터필드의 The Firm, 해럴드 카셀만의 A Pitch for Justice, 존 그리샴의 거리의 변호사, 칼얀 칸카날라의 The Dravidian이 포함되었다.
책 A Time To Kill은 자신의 딸을 성폭행한 백인 두 명을 살해한 혐의로 기소된 흑인 칼 리 헤일리(Carl Lee Hailey)를 변호하는 백인 변호사 제이크 브리지(Jake Bridge)에 관한 이야기이다. 사망자의 가족과 법정 밖에서 여러 어려움을 겪은 후, 평결 당일 배심원단은 칼이 백인이었다면 결과가 어땠을지 고려한 끝에 그에게 동등한 정의와 자비를 베풀기로 결정한다. A Pitch for Justice에서는 베테랑 검사 제이미 브룩스(Jaime Brooks)가 한 투수가 상대 선수에게 던진 합법적인 투구로 인해 살인 혐의로 기소된 사건을 조사해 달라는 요청을 받는다. 법정에서 변호사들 간의 논쟁은 야구의 불문율을 연구하는 장소로 법정의 역할을 확립한다.

하퍼 리의 앵무새 죽이기 표지

영화화된 두 편의 학문적으로 호평받은 법정 스릴러는 브라이언 스티븐슨의 회고록 Just Mercy와 하퍼 리의 소설 앵무새 죽이기이다. 책 Just Mercy는 균등 정의 이니셔티브를 통해 인종 및 사회적 불평등을 시정하려는 브라이언 스티븐슨의 삶을 상세히 다룬다. 책 앵무새 죽이기는 법률 시스템에서 인종 차별이 만연했던 암울한 시기 속에서 법정 절차를 면밀히 분석하는 살인 미스터리 소설을 상세히 다룬다.

### 주요 작가 및 도서
이 장르의 주요 작가 및 도서는 다음과 같다:
| 작가              | 책 이름 (년도)               |
| ----------------- | ---------------------------- |
| 브라이언 스티븐슨 | Just Mercy (2004)            |
| 하퍼 리           | 앵무새 죽이기 (1960)         |
| 스콧 터로         | 무죄추정 (1987)              |
| 존 그리샴         | The Firm (1991)              |
| 마이클 코넬리     | The Lincoln Lawyer (2005)    |
| 린다 페어슈타인   | Final Jeopardy (1996)        |
| 폴 리바인         | To Speak for the Dead (1990) |
| 패트릭 호프만     | Every Man a Menace (2016)    |
| 비시 드하미자     | Doosra (2018)                |
| 질리안 호프만     | Retribution (2004)           |
| 마크 김네즈       | The Color of Law (2005)      |
| 마르시아 클라크   | Guilt by Association (2011)  |
| 제임스 그리판도   | The Pardon (1994)            |

## 텔레비전

### 텔레비전의 초기 법정 스릴러
초기 법률 드라마는 1955년 인기 미국 텔레비전 쇼 "페리 메이슨"의 초연으로 시작되었다. 이 시리즈는 살인 혐의로 부당하게 기소된 의뢰인들을 다루는 형사 변호사 페리 메이슨의 경력을 다룬다. 메이슨이 의뢰인 변호를 위해 일하는 동안, 형사 아서 트래그와 검사 해밀턴 버거는 메이슨의 의뢰인에 대한 사건을 구축하기 위해 협력한다. 재판 중에 메이슨은 자신의 조사를 진행하며 의뢰인을 고발하는 사람들의 불법적이거나 도덕적으로 잘못된 행동을 밝혀낸다. 이 쇼는 법정 스릴러 줄거리에서 나타나는 도덕적 갈등을 의미하는 "도덕적 모호성"이라는 주제를 도입하는 데 중요한 역할을 했다.
페리 메이슨 쇼 다음에는 The Defenders (1961)가 방영되었다. 이 쇼는 로렌스 프레스턴과 케네스 프레스턴이라는 부자 변호사 듀오를 다루는데, 이들은 낙태, 사형, 심신미약 변호, 그리고 더 많은 논란이 많은 사건들을 자주 맡았다. "더 베네팩터" 에피소드에서는 그들이 불법 낙태를 시술한 혐의로 경찰에 체포된 의사를 변호하는 모습이 나온다. 에피소드는 의사가 낙태 시술로 유죄 판결을 받았지만 판사가 형 집행을 유예하는 것으로 끝난다. 쇼에서 다루는 주제에 대해 더 뷰 매거진(The View Magazine)과의 인터뷰에서 시나리오 작가 레지널드 로즈는 "우리는 논란에 전념한다"고 말했다.

"로앤오더" 텔레비전 시리즈의 표지

### 법정 스릴러 텔레비전의 현대적 주제와 언어
사회 정의 주제는 이 쇼에서 널리 퍼져 있었고, 이후의 쇼인 Arrest and Trial과 같은 쇼에서는 경찰 수사 절차 요소가 나타났다. 이러한 텔레비전 쇼의 발전은 1990년대 가장 유명한 TV 쇼인 로앤오더의 탄생으로 이어졌다. 법정 드라마, 앙상블 쇼, 경찰 탐정 드라마와 같은 다양한 범주의 법정 스릴러 쇼도 개발되었다. 이 쇼들의 등장인물들은 사법 시스템의 복잡한 법적 문제를 조사하고 다룰 때 열정적인 성격 특성을 보였다.
《범죄의 재구성 (드라마)》(2014)는 법률 전문가인 선임 교사와 다양한 형사 사건 및 살인 미스터리에 대처하는 전술을 고안하는 법대생 그룹을 다룬다.
오스트레일리아, 덴마크, 폴란드는 미국에서 법률 및 정의 쇼의 62%를 수입한다. 법률 스릴러 텔레비전은 대부분 미국 관할권에서 온다.
1980년대와 1990년대에 개발된 호주 법정 스릴러 쇼는 사법과 처벌을 모두 다루었다. 사법 및 처벌에 관한 텔레비전 쇼는 연속극 Carson's Law와 SeaChange로 구성된다. 두 쇼 모두 법률 경력에서 남성으로부터 편견을 경험하는 여성 변호사를 다룬다.
정의와 평등의 주제는 여성 변호사 주인공이 유리 천장을 깨기 위해 변화를 위해 싸우는 것과 관련이 있다. 1920년대 당시 만연했던 남녀 불평등이 이러한 주제에 기여한다. 2014년 호주 법정 스릴러는 이전 연도에 비해 "45%"로 기록되어 제한적이었다.
영국에서는 경찰 및 탐정 쇼가 법정 스릴러의 가장 지배적인 형태이다. 이들의 예로는 Dixon of Dock Green과 The Sweeney가 있다. 여성들도 Juliet Bravo와 C.A.T.S. Eyes에서 분명히 드러나듯이 이러한 텔레비전 쇼에서 역할을 했다. 영국의 법정 드라마는 시리즈 저스티스를 대표적인 쇼로 내세웠으며, 법정 드라마는 법정 스릴러의 특징에서 큰 역할을 했다. 영국은 세 가지 법률 시스템을 가지고 있었기 때문에 이러한 구분이 텔레비전 쇼에서 분명히 드러났으며, 가발을 쓴 변호사들과 법률 전문가들도 쇼의 일부로 강조되었다.
오늘날 미국 쇼가 법정 스릴러 장르를 지배하면서 법률 언어라는 특징이 나타났다. 미국 법률 드라마 《슈츠》(2011)는 법률 실습 면허가 없음에도 불구하고 하비 스펙터에게 변호사로 고용되는 대학 퇴학생 마이크 로스의 경력을 다룬다. 이 쇼는 마이크 로스와 다른 변호사들이 다양한 법정 절차에 참여하여 "진술서", "원고", "피고", "위법 행위", "대신"과 같은 라틴어 및 프랑스어 법률 용어를 사용하여 사건을 변론하는 모습을 보여준다.

## 영화

### 법정 스릴러 영화의 변호사
법정 스릴러 영화는 변호사와 법률 전문가의 삶을 내면적으로 보여준다.

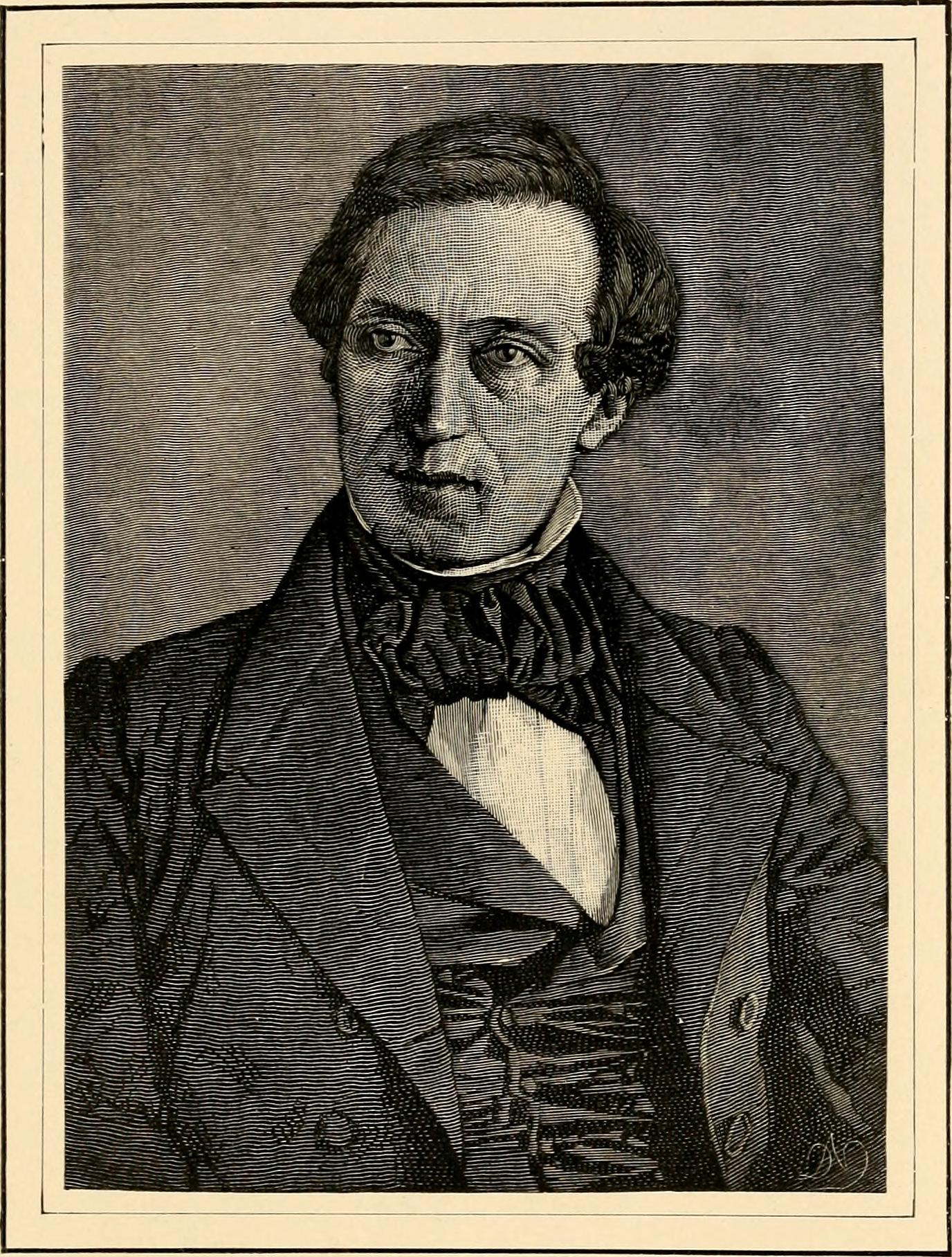
"변호사 링컨", 영화 속 변호사의 본질을 표현

영화에서 중심 인물은 종종 전문적인 업무에 종사하며 의뢰인의 사건과 같이 극복해야 할 장애물에 직면한다. 인물은 복잡한 사건으로 인해 위협받는 개인 생활과 업무 문제에 직면하며, 일련의 액션과 법정 싸움을 만들어낸다.
등장인물들이 직면하는 문제는 영화 더 저지에 대한 비평에서 분명히 드러나는데, 변호사가 어머니의 장례식을 위해 고향으로 돌아온 후 가족 관계가 긴장된다. 뉴욕 타임즈의 비평은 이 영화가 법정 스릴러의 특징인 범죄 이야기로 변모하는 것에 대해 언급한다. 이 영화 자체는 법정 스릴러의 이상적인 법정 드라마 스타일을 펼쳐 보인다. 이 영화는 "향수를 불러일으키는 마을"이라고 여겨지는 곳에서 펼쳐진다. 또한 링컨 차를 타는 변호사 (영화)와 같은 다른 영화들도 로저 이버트로부터 비슷한 평가를 받았는데, 영화의 세 가지 요소인 법정 장면, 오래된 자동차, 얽힌 범죄자들에 대한 애정을 언급한다. 2019년 영화 다크 워터스는 법정 스릴러의 특징인 변호사가 중독된 공동체를 변호하기 위해 편을 바꾸어야 하는 윤리적 딜레마를 제기한다. 그는 이 사건을 다루면서 자신의 미래, 공동체, 생명을 위협한다.

### 영화 사례
영화 Mangrove는 영국의 카리브해 역사에서 만연했던 불평등과 부당함을 보여준다. 스티브 매퀸은 노예 12년으로 아카데미 최우수 작품상을 받은 최초의 흑인 감독이었다. 5부작 앤솔로지 중 첫 번째인 Mangrove는 법정 드라마와 영웅주의를 시각화하여 법정 스릴러 장르를 특징짓는다. 매퀸은 자신의 영화를 흑인 운동가들에 대한 획기적인 민권 재판과 유사하게 만들었다. 이 영화는 강력한 법정 드라마와 인종 정의에 초점을 맞춰 법정 스릴러 장르의 특징을 사용한다. 두 반대편 사이의 권력 분할은 변혁적인 승리를 형성하기 위한 것이며, 관객은 다양성에 대해 배울 수 있다.
폴 프롬 그레이스 역시 법정 스릴러 영화에서 변호사가 자주 겪는 도전을 보여준다. 예를 들어, 젊은 국선 변호사가 남편 살해 혐의로 기소된 여성의 어려운 사건을 처리해야 한다. 이 영화는 영웅적인 변호사, 수상한 인물, 법무법인 설정과 같은 전통적인 법정 드라마 요소를 담고 있다. 영화 속에는 법정 스릴러 장르의 특징인 반전이 있다. 또한 영화 Law는 충분한 법정 장면을 담고 있으며 정의를 위해 싸우는 인물을 특징으로 한다. 이 영화는 주인공이 집단 강간 피해에 대해 공개적으로 이야기하고 싶어하는 여성으로 등장시키며 여성에 대한 고정관념적인 기대를 거스른다.
불의에 대한 인식은 법정 스릴러 영화의 또 다른 떠오르는 측면이다. 마셜은 또 다른 법정 스릴러 영화의 예시로, 변호사가 NAACP를 대신하여 범죄 혐의로 기소된 흑인 남성들을 변호하기 위해 전국을 여행하는 모습이 주연으로 등장한다. 영화는 의뢰인의 자백을 받아내는 과정에서 폭력이 발생하고 진실을 얻기 어려운 법정 장면을 담고 있다. 영화 평론에서 알 수 있듯이, 회상은 분노를 유발하는 핵심적인 영화 기법으로 사용된다. 법정 장면은 긴장감이 넘치며, 1940년대의 배경은 가짜 의상과 밝은 조명으로 사람들이 가면을 던지는 무대를 보여준다. 인종 차별은 진실이 목소리를 요구하는 중요한 사회 정의 문제로 노출된다.

### 법정 스릴러 영화
요약:
| 연도 | 이름                                    | 언어       |
| ---- | --------------------------------------- | ---------- |
| 1959 | 살인의 해부                             | 영어       |
| 1985 | 톱니 바퀴의 칼날                        | 영어       |
| 1987 | 의혹의 밤                               | 영어       |
| 1989 | 트루 빌리버                             | 영어       |
| 1990 | 의혹 (1990년 영화)                      | 영어       |
| 1990 | 모우남 삼마담                           | 타밀어     |
| 1992 | 어 퓨 굿 맨                             | 영어       |
| 1993 | 야망의 함정                             | 영어       |
| 1993 | 펠리칸 브리프                           | 영어       |
| 1993 | 의혹의 함정                             | 영어       |
| 1994 | 의뢰인 (1994년 영화)                    | 영어       |
| 1996 | 프라이멀 피어 (영화)                    | 영어       |
| 1996 | 타임 투 킬 (영화)                       | 영어       |
| 1997 | 데블스 에드버킷                         | 영어       |
| 1997 | 레인메이커 (1997년 영화)                | 영어       |
| 1998 | 시빌 액션                               | 영어       |
| 1998 | 의혹의 그림자                           | 영어       |
| 2002 | 하이 크라임 (2002년 영화)               | 영어       |
| 2003 | 런어웨이 (2003년 영화)                  | 영어       |
| 2004 | 되돌릴 수 없는 오류                     | 영어       |
| 2007 | 마이클 클레이튼                         | 영어       |
| 2007 | 분열 (2007년 영화)                      | 영어       |
| 2009 | 이유없는 의심 (2009년 영화)             | 영어       |
| 2011 | 링컨 차를 타는 변호사 (영화)            | 영어       |
| 2013 | 사일런스 (2013년 영화)                  | 말라얄람어 |
| 2014 | 더 저지                                 | 영어       |
| 2016 | 마니탄 (2016년 영화)                    | 타밀어     |
| 2017 | 세 번째 살인                            | 일본어     |
| 2017 | 마셜 (영화)                             | 영어       |
| 2019 | 섹션 375                                | 힌디어     |
| 2019 | 다크 워터스                             | 영어       |
| 2019 | 극악무도한, 충격적으로 사악하고, 비열한 | 영어       |
| 2020 | 나밥 LLB                                | 벵골어     |
| 2020 | 폴 프롬 그레이스                        | 영어       |
| 2020 | 트라이얼 오브 더 시카고 7               | 영어       |
| 2020 | 법 (영화)                               | 칸나다어   |
| 2020 | 맹그로브 (영화)                         | 영어       |
| 2020 | 워스 (영화)                             | 영어       |
| 2021 | 자이 빔 (영화)                          | 타밀어     |
| 2024 | 배심원 ＃2                              | 영어       |

## 장르의 영향
법정 스릴러 장르는 문학, 영화, 텔레비전 분야에서 광범위한 영향을 미쳤다. 의혹과 앵무새 죽이기와 같은 소설을 통한 초기 사회 정의 탐구부터 슈츠와 범죄의 재구성 (드라마)와 같은 현대 미디어에 미친 영향까지, 이 장르는 관객에게 즐거움을 제공했을 뿐만 아니라 법적 복잡성과 법정에서 겪는 도덕적 딜레마에 대해서도 교육했다.

### 소설
하퍼 리의 앵무새 죽이기는 전 세계적으로 판매되었고 퓰리처상 등 수많은 상을 수상했다. 이 소설은 영화로도 제작되어 여우주연상, 음악상, 촬영상 등 여러 부문에서 후보에 올랐으며 1963년 아카데미상을 수상했다. 이 작품은 인종 차별과 사회 불평등이라는 미국의 관련성 있는 시대를 초월한 개념을 다루기 때문에 학교 교육과정의 독서 목록에 포함되어 교육에 영향을 미쳤다.
스콧 터로의 소설 무죄추정은 1987년 베스트셀러였다. 그의 이야기는 형사 재판 과정의 측면을 통합하여 법정 스릴러의 하위 장르를 소개했다. 터로 작품의 핵심 영감은 재판 중 증인을 심문하는 것으로, 이야기는 변호사 자신의 경험에서 비롯되었다.
법정 스릴러 책들은 평등의 필요성을 유발한다. NPR은 법정 스릴러 회고록 Just Mercy에 대한 보도를 제공한다. 브라이언 스티븐슨은 미국에서 100년간 흑인에 대한 우월주의와 폭력이 있어왔기 때문에 미국 내 평등의 필요성을 형성하는 데 통찰력을 제공한다.
영화 저스트 머시는 미국의 흑인 아프리카계 미국인에 대한 인종적 불평등에 대한 평등과 정의의 주제를 제기한다. 이 영화는 사회 문제인 사형제를 다루었으며, 영화를 본 미국인들은 사형제에 반대하는 입장을 보였다. 법정 스릴러는 사형과 같은 복잡한 사회 문제도 변화할 수 있다는 희망을 불어넣는다.

### 텔레비전
초기 법정 스릴러 텔레비전 쇼는 소설의 줄거리를 반영했다. 시간이 지나면서, 그들은 법정 절차를 구성하는 현대적인 사회적 주제와 언어를 포괄하게 되었다.
2015년 텔레비전 쇼 범죄의 재구성 (드라마)는 LGBTQ 캐릭터와 주제를 훌륭하게 묘사하여 GLAAD 미디어 어워드 최우수 드라마를 수상했다. 2019년에는 유색인 변호사를 대변한 공로로 NAACP 이미지 어워드 최우수 드라마 시리즈에 후보로 올랐다.
쇼 슈츠는 배우들에게 수많은 상을 안겨주었는데, 여기에는 2012년 드라마 시리즈 남우주연상과 여우조연상이 포함된다. 이 쇼는 초기 시리즈인 The Defenders와 마찬가지로 인종 불평등과 미국에서 권력과 부를 추구하는 부패한 본성이라는 논란이 많은 주제를 다룬다.

### 영화
영화 마셜은 NAACP 법률 방어 기금을 설립한 마셜이라는 변호사의 역사를 바탕으로 한다. 그는 역사를 바꿀 사건을 발굴하는 데 헌신했다. 이 영화는 실제 영웅을 법정 드라마의 영원한 스타로 만들었다는 점에서 관객에게 상당한 영향을 미쳤다. 이는 영화 평론에서 드러나는데, 법정 스릴러가 관객에게 영감을 줄 수 있는 실제 슈퍼히어로를 만들어냈다고 언급한다. 더욱이, 젊은 변호사의 이상주의적인 접근 방식은 설득력 있는 법정 드라마를 만들어낸다. 영화에 내포된 역사적 인종 차별 요소는 1950년대로 거슬러 올라가며, 관객들에게 매혹적이고 감동적인 이야기를 선사했다.
법정 스릴러 영화의 대중문화 전반에 걸쳐 변호사 캐릭터의 표현에는 다양한 변화가 있었다. 변호사 캐릭터의 표현은 관객에게 긍정적 또는 부정적 영향을 미친다. 긍정적인 영향은 변호사가 의뢰인의 사건을 해결하는 과정에서 보여주는 영웅적인 모습이다. 부정적인 표현은 변호사를 악당으로 묘사하고 불신하는 것과 관련이 있다. 이러한 표현은 미국 혁명 이후 변호사의 위상이 하락하는 것을 반영한다. 이 장르에서 많은 영화, 소설, 쇼가 제작되면서 관객은 자신이 좋아하는 변호사의 이미지를 선택할 수 있다. 이러한 이미지를 드러내는 과정은 시작 행동, 행동 자체, 변호사의 행동으로 인한 결과를 보여주는 것을 통해 이루어진다.

## 같이 보기
- 법정 스릴러 소설
- 법률 드라마

## 더 읽어보기
- Robinson, Marlyn (1998). 《Collins to Grisham: A Brief History of the Legal Thriller》 (PDF). 《Legal Studies Forum》 22. 21쪽. 2014년 6월 11일에 원본 문서 (PDF)에서 보존된 문서. 2014년 1월 7일에 확인함.